# 联合国安全理事会第34号决议
《联合国安理会34号决议》是于1947年9月15日在联合国安全理事会第202次会议上通过的。该决议是关于希腊问题的，以9票赞成，2票弃权通过。
决议决定不再关注希腊和保加利亚、南斯拉夫，以及阿尔巴尼亚之间的争端问题。